# Vine Deloria Jr
Vine Deloria Jr (Martin (Dakota del Sud), 26 de març de 1933 - Golden (Colorado), 13 de novembre de 2005) fou un intel·lectual, escriptor, teòleg, historiador i activista amerindi. Era força conegut pel seu llibre Custer Died for Your Sins: An Indian Manifesto (1969), que va ajudar a generar l'atenció nacional a les qüestions ameríndies en el mateix any del Moviment Red Power. Des 1964-1967 havia exercit com a director executiu del National Congress of American Indians (NCAI), augmentant les tribus membres de 19 a 156. A començament de 1977 era membre del consell del Museu Nacional de l'Indi Americà, que ara compta amb edificis tant a la ciutat de Nova York com a Washington, DC. També fou influent en el desenvolupament de creacionisme amerindi.
Deloria va començar la seva carrera acadèmica el 1970 al Western Washington State College a Bellingham (Washington). Es va convertir en professor de Ciències Polítiques a la Universitat d'Arizona (1978-1990), on es va establir el primer programa de grau en estudis amerindis als Estats Units. Després de deu anys a la Universitat de Colorado a Boulder, va tornar a Arizona i hi va donar classes a la Facultat de Dret.

## Antecedents i educació
Vine Deloria, Jr va néixer el 1933, a Martin (Dakota del Sud), prop de la reserva índia de Pine Ridge dels Oglala lakota. Era el fill de Barbara Sloat (nascuda Eastburn) i Vine Victor Deloria, Sr (1901-1990). El seu pare va estudiar anglès i teologia cristiana i va esdevenir ardiaca episcopalià i missioner a la reserva índia de Standing Rock. El seu pare va transferir als seus fills la pertinença tribal dels sioux yankton a Standing Rock. La germana de Vine Sr, Ella Cara Deloria (1881-1971) va ser antropòloga. L'avi patern de Vine Jr va ser Tipi Sapa (Tenda negra), també conegut com a Rev Philip Joseph Deloria, sacerdot episcopalià i líder dels dakotes yankton. La seva àvia paterna era Maria Sully, filla d'Alfred Sully, general a la Guerra Civil Americana i a les Guerres Índies i de la seva dona francesa-yankton; i neta del pintor Thomas Sully.
Vine, Jr. es va educar primer a les escoles de la reserva. Es va graduar a l'Escola Kent el 1951. Es va llicenciar en la Universitat Estatal d'Iowa el 1958 en ciències generals. Després va servir als Marines de 1954 a 1956.
Originalment tenia planejat ser ministre com el seu pare i el 1963 va obtenir una llicenciatura en teologia de l'Escola Luterana de Teologia, llavors situada a Rock Island (Illinois). A finals de la dècada de 1960 va tornar a fer estudis de postgrau i va obtenir una llicenciatura en Dret de la Universitat de Colorado el 1970.

## Activisme
"El Sr. Deloria ... treballa fermament per desmitificar com els nord-americans blancs pensaven dels indis americans," va escriure Kirk Johnson.
El 1964 Deloria fou elegit director executiu del National Congress of American Indians. Durant els seus tres anys de mandat l'organització passà de la fallida a la solvència, i els seus membres passaren de 19 a 156 tribus. A través dels anys es va veure involucrat amb moltes organitzacions ameríndies. A començament de 1977 era membre del consell del Museu Nacional de l'Indi Americà, que va establir el seu primer centre a l'antiga Duana dels Estats Units a la ciutat de Nova York.
Mentre ensenyava a Western Washington State College a Bellingham (Washington), Deloria advocava pels drets de pesca per tractats de les tribus americanes natives locals. Va treballar en el cas legal que va portar a la històrica Decisió Boldt de la Cort Federal de Districte per al Districte Oest de Washington. La decisió del jutge de Boldt a Estats Units contra Washington (1974) va validar els drets de pesca amerindis a l'estat com a continuació de la cessió de milions d'acres de terra als Estats Units per les tribus en la dècada de 1850. A partir de llavors els nadius americans tenien el dret a la meitat de les captures de pesca en l'estat.

## Escriptor
El 1969 Deloria va publicar el primer de més de vint llibres, titulat Custer Died for Your Sins: An Indian Manifesto. Aquest llibre va esdevenir una de les obres més famoses de Deloria. En ell es va dirigir als estereotips dels indis i va desafiar l'audiència blanca a prendre una nova mirada a la història de l'expansió cap a l'oest dels Estats Units, prenent nota dels seus abusos als nadius americans. El llibre va sortir el mateix any que estudiants del moviment Red Power van ocupar l'illa d'Alcatraz per tal de construir-hi un centre cultural amerindi, així com cridar l'atenció per l'obtenció de justícia en qüestions indígenes, inclòs el reconeixement de la sobirania tribal. Altres grups també van cobrar impuls, amb organitzacions com l'American Indian Movement organitzant esdeveniments per atraure els mitjans de comunicació i l'atenció pública per l'educació.
El llibre va ajudar a cridar l'atenció a la lluita ameríndia. Centrat en l'objectiu de la sobirania ameríndia sense assimilació política i social, el llibre es va presentar com un segell de l'autodeterminació ameríndia en el seu moment. L'American Anthropological Association va patrocinar un panell en resposta a Custer Died for Your Sins. El llibre va ser reeditat el 2004 amb un nou prefaci de l'autor, assenyalant: "El món amerindi ha canviat substancialment des de la primera publicació d'aquest llibre de manera que algunes coses que hi figuren semblen noves una altra vegada."
Deloria va escriure i va editar nombrosos llibres posteriors i 200 articles, centrant-se en les qüestions en què es referien als indígenes americans, com l'educació i la religió. El 1995 Deloria argumentar en el seu llibre Red Earth, White Lies que Beringia mai va existir, i que els ancestres dels nadius americans no havien emigrat a les Amèriques a través d'un pont d'aquestes terres, com ha estat reclamat per la majoria dels arqueòlegs, antropòlegs, lingüistes i altres especialistes. Per contra, ha afirmat que els indígenes podrien haver-se originat a les Amèriques, o ehaver arribat en viatges transoceànics, com suggererixen algunes de les seves històries de la creació.
La posició de Deloria sobre l'edat de certes formacions geològiques, la longitud del temps en què els nadius americans han estat a les Amèriques, la seva possible coexistència amb els dinosaures, etc eren influents en el desenvolupament del creacionisme indi americà. En general aquest rebutja les explicacions científiques sobre els orígens dels pobles indígenes a Amèrica. Deloria ha estat criticat per haver abraçat el creacionisme amerindi per estudiosos com Bernard Ortiz de Montellano i H. David Brumble, que diuen que aquests punts de vista no són compatibles amb l'evidència científica i física, i contribueixen als problemes de la pseudociència.
Deloria ha citat sovint els autors creacionistes cristians en suport dels seus punts de vista relacionats amb la ciència. També es va basar en els creacionistes hindús com Michael Cremo.

## Carrera acadèmica
El 1970 Deloria va ocupar el seu primer càrrec a la facultat, professor al Col·legi d'Estudis Ètnics a la Universitat de l'Oest de Washington de Bellingham (Washington). Com a professor visitant, va ensenyar a la Pacific School of Religion, la Nova Escola de Religió, i a la Universitat de Colorado.
El seu primer lloc permanent va ser com a professor de Ciències Polítiques a la Universitat d'Arizona, que va ocupar des de 1978 fins a 1990. Durant la seva estada en la UA, Deloria establir el programa de grau en estudis amerindis als Estats Units. Aquest reconeixement de la cultura índia americana a les institucions existents va ser un dels objectius del Moviment Red Power-Alcatraz. Nombrosos programes d'estudis amerindis, museus i col·leccions, i altres institucions s'han establert des que fou publicat el primer llibre de Deloria.
Deloria següent va ensenyar a la Universitat de Colorado a Boulder a partir de 1990 a 2000. Quan es va retirar de Boulder va ensenyar a la Facultat de Dret de la Universitat d'Arizona.

## Honors i llegat
- El 1974, després de la publicació de God Is Red: A Native View of Religion, Time Magazine el va nomenar com un dels i els motors principals de la fe i de la teologia cristiana.[4]
- El 1996, Deloria va rebre el Premi a la Trajectòria del Cercle d'Escriptors Nadius d'Amèrica.[12]
- El 1999, va rebre el premi Wordcraft Circle Writer of the Year en la categoria de prosa i assaig personal/crític per Spirit and Reason.
- 2002, va rebre el premi Wallace Stegner del Center of the American West i fou mencionat amb honor en el National Book Festival de 2002.[11]
- 2003 va guanyar l'American Indian Festival of Words Author Award.

## Matrimoni i família
A la seva mort li va sobreviure la seva esposa, Barbara, els seus fills Philip, Daniel, i Jeanne, i set nets.
El seu, Philip J. Deloria, també és un escriptor i historiador reconegut.

## Mort
Després de la seva jubilació el maig de 2000 va continuar escrivint i llegint fins que va morir el 13 de novembre de 2005 a Golden (Colorado) d'un aneurisma de l'aorta.

## Treballs
- Aggressions of Civilization: Federal Indian Policy Since The 1880s, Philadelphia: Temple University Press, 1984.
- American Indian Policy In The Twentieth Century, Norman: University of Oklahoma Press, 1985.
- American Indians, American Justice, Austin: University of Texas Press, 1983.
- Behind the Trail of Broken Treaties: An Indian Declaration of Independence, New York: Dell Publishing Co., 1974.
- A Better Day for Indians, New York: Field Foundation, 1976.
- A Brief History of the Federal Responsibility to the American Indian, Washington: Dept. of Health, Education, and Welfare, 1979,
- Custer Died For Your Sins: An Indian Manifesto, Nova York: Macmillan, 1969.
- For This Land: Writings on Religion in America, New York: Routledge, 1999.
- Frank Waters: Man and Mystic, Athens: Swallow Press: Ohio University Press, 1993.
- God Is Red: A Native View of Religion, Golden, Colorado: North American Press, 1994.
- The Indian Affair, New York: Friendship Press, 1974.
- Indians of the Pacific Northwest, New York: Doubleday, 1977.
- The Metaphysics of Modern Existence, San Francisco: Harper & Row, 1979.
- The Nations Within: The Past and Future of American Indian Sovereignty, New York: Pantheon Books, 1984.
- Of Utmost Good Faith, San Francisco: Straight Arrow Books, 1971.
- Red Earth, White Lies: Native Americans and the Myth of Scientific Fact, New York: Scibner, 1995.
- The Red Man in the New World Drama: A Politico-legal Study with a Pageantry of American Indian History, Nova York: Macmillan, 1971.
- Reminiscences of Vine V. Deloria, Yankton Sioux Tribe of South Dakota 1970, New York Times oral history program: American Indian oral history research project. Part II; no. 82.
- The Right To Know: A Paper, Washington, D.C.: Office of Library and Information Services, U.S. Dept. of the Interior, 1978.
- A Sender of Words: Essays in Memory of John G. Neihardt, Salt Lake City: Howe Brothers, 1984.
- Singing For A Spirit: A Portrait of the Dakota Sioux, Santa Fe, N.M.: Clear Light Publishers, 1999.
- Spirit and Reason: The Vine Deloria, Jr., Reader, Golden, Colorado: Fulcrum Pub, 1999.
- Tribes, Treaties, and Constitutional Tribulations (with Wilkins, David E.), Austin: University of Texas Press, 1999.
- We Talk, You Listen; New Tribes, New Turf, Nova York: Macmillan, 1970.